# ELSTAT
L'Autorité statistique grecque, en grec moderne : Ελληνική Στατιστική Αρχή Ellinikí Statistikí Archí, en abrégé ΕΛ.ΣΤΑΤ, EL.STAT, est depuis juillet 2010, l'autorité nationale de statistiques de la Grèce, installée au Pirée. Elle collecte, assemble et analyse les informations statistiques sur l'économie, la société et l'environnement.
Andréas Georgiou a été en 2010 le premier président de l'ELSTAT. Il a quitté son poste le 2 août 2015,.

## L'institution précédente ESYE
En 1986, par décision du Parlement, le domaine des statistiques a été rattaché au Secrétariat général pour les Services statistiques de la Grèce ( grec moderne : Γενική Γραμματεία Εθνικής Στατιστικής Υπηρεσίας της Ελλάδος, Γ.Γ.ΕΣΥΕ ou  grec moderne : Εθνική Στατιστική Υπηρεσία της Ελλάδος, Ethnikí Statistikí Ypiresía, ΕΣΥΕ) . Il dépendait du ministère de l'Économie et des Finances. De fait, cela a eu pour conséquence que les gouvernements pouvaient prendre le contrôle de cette autorité. 
En Novembre 2004, Eurostat publie un volumineux rapport sur le calcul du Déficit budgétaire et de la dette publique, modifiés par le gouvernement grec. Le rapport affirme que le déficit public de la période de 1997 à 2003, avait toujours dépassé les 3 % du produit intérieur Brut (PIB). Ainsi, les données grecques de déficit auraient dépassé les critères de convergence du traité de Maastricht d'un maximum de trois pour cent du PIB. Sur la base de données correctes, la Grèce n'aurait pas été autorisée à rejoindre l'Union économique et monétaire.
Après les élections législatives du 4 octobre 2009 , il y eut un changement de gouvernement: Le PASOK obtint la majorité absolue des sièges au Parlement, et remplaça les dirigeants de la Nea Dimokratia de Kóstas Karamanlís au pouvoir depuis 2004 (Gouvernement Kóstas Karamanlís I, Gouvernement Kóstas Karamanlís II). Le président du PASOK Giorgos Papandreou, devint le nouveau Premier Ministre (Cabinet Papandreou). 
Le nouveau ministre des Finances Giórgos Papakonstantínou mit en place une commission qui examina la situation du budget de l'État et la gestion financière des dernières années  et constata que le gouvernement précédent avait tout simplement "caché les chiffres  désagréables sous la table" et embelli les statistiques. Également, une analyse d'Eurostat aboutit à l'image d'un véritable atelier de faussaires . La Commission européenne jugea, dans le "Rapport sur les Statistiques de la Grèce" (8. Janvier 2010), que l'ESYE ne donnait pas de données fiables, car il y avait au sein de l'ESYE "des défauts méthodologiques", entre autres "manœuvrés par la politique". Le rapport montra notamment, que dans les années 1997-2003 ainsi qu'en 2009, les chiffres de déficit communiqués à la Commission  par les autorités grecques ne suivaient pas les règles européennes. Les notes relatives à la méthodologie statistique comprenaient des points tels que "correction des comptes publics", "collecte des recettes" et "dépenses pour l'acquisition de matériel militaire". Par exemple, les dépenses militaires étaient enregistrées pour l'année de la livraison, et non pour l'année de la commande. Tant que ces faiblesses n'était pas résolues, la fiabilité des données restait sujette à caution,,.

## Création nouvelle en 2010
Sur la recommandation d'Eurostat, l'ancienne ESYE fut dissoute en juillet 2010 et l'ELSTAT fut créé en tant que nouvelle autorité gouvernementale. Elle reprit l'ensemble des responsabilités de l'ESYE.
L'ESYE était un secrétariat général du ministère grec de l'Économie et des Finances. L'ELSTAT est en revanche d'une autorité indépendante du gouvernement, soumise seulement au contrôle du Parlement grec. Sur les sept Membres du Comité directeur, quatre sont nommés par la Présidence du Parlement grec, les autres sont nommés respectivement par le Ministre des Finances, le gouverneur de la Banque de Grèce et l'Association des Employés de l'ELSTAT.
Les tâches de l'ELSTAT incluent également la réalisation des recensements de la population.

## Liens
- Site officiel (en anglais)
- sueddeutsche.de 27. Octobre 2011: Journées des comptes à Athènes (Andréas Georgiou se bat pour les normes de l'UE et la transparence, mais de nombreux ennemis siègent dans sa propre institution)